# Марфинка (Тамбовская область)
Марфинка — деревня в Петровском районе Тамбовской области России. Входит в Крутовский сельсовет.

## География
Расположена на левом берегу реки Матыра в километре от села Песковатка.

## Население
| 2010 |
| ---- |
| 43   |

## Происхождение названия
Среди жителей Марфинки долгое время бытовала легенда о том, почему их деревня носит женское имя. Считалось, что первым владельцем поселения был жестокий помещик-людоед, который «отбирал у своих крестьян грудных детей и поедал их». И жила в деревне молодая красавица Марфинька. Однажды барин рассердился на девушку, за то, что та осмелилась пойти ему наперекор и прилюдно назвала его «людоедом», и повелел своим слугам закопать её живой в могилу. Слухи о непомерной жестокости помещика дошли до властей, и «людоед» был наказан по заслугам. А в память о невинной жертве тирана, заживо погребенной молодой девушке Марфиньке деревня получила название «Марфино».

## История
Поселение на территории современной Марфинки — «на левом берегу реки Матыры и по обеим сторонам её старого течения» возникло в середине 50-х годов XVIII века. Земли будущего сельца Марфино были выкуплены ряжским дворянином Лукой Варфоломеевичем Вельяминовым у потомка ряжских детей боярских, подьячего  г. Сокольска С.С. Ретюнского в 1747 году. В 1753 году Вельяминовы возвели плотину на Матыре и поставили водяную мукомольную мельницу возле усадебного дома на правом берегу реки.
Первыми жителями поселения были дворовые люди и крепостные крестьяне Вельяминовых: Цыгановы, Сидоровы, Брагины, Кучины, Медведевы, Шуваевы, Елизаровы, Серковы, Безруковы, Юдины и Языковы. Так как их земли состояли в чересполосном владении с песковатскими однодворцами, селение считалось частью села Песковатка. Официальной хозяйкой имения являлась жена Луки Варфоломеевича - Марфа Саввична Вельяминова, после смерти которой в 1769 году люди и крестьяне перешли во владение к её сыну Петру Лукичу Вельяминову. В середине 1791 году, после проведения генерального размежевания, Вельяминову удалось отделить свои земли от владений песковатских однодворцев единой окружной межой. И назвал Петр Лукич «вновь заведенное сельцо» по имени своей покойной матушки — «Марфино».
Согласно Экономическому примечанию к плану сельца, в Марфино насчитывалось 25 дворов с 132 жителями мужского пола и 134 — женского. Земельное владение Вельяминова при Марфино составляло 12 десятин под усадьбой, 831 десятины пашни, 183 десятины сенокоса и 118 десятин леса. Земля в поместье была иловатая, хлеб и покосы «следственны». Крестьяне трудились на пашне.
В 1795 году население Марфинки составляли 83 жителя мужского пола и 86 женского. В это время владельческие крестьяне П. Л. Вельяминова трудились на крупном земельном наделе размером свыше 700 десятин. При этом в крепостной зависимости состояла только мужская часть населения. Женщин и детей Вельяминов отпустил на волю. В продолжительные периоды отсутствия хозяина имением управлял его поверенный Афанасий Семенович Кучин (1752—1812). Известно, что  Кучин был отправлен на военную службу, после которой «дослужась офицерского чину» имел жизнь «по правам дворянства узаконенную». В 1795 году П. Л. Вельяминов подарил своему бывшему крепостному 4 семьи крестьян Юдиных, Лебедевых, Елизаровых и Языковых, которых Афанасий Семенович переселил на берега речки Малый Самовец и основал деревню Кучино.
После смерти П. Л. Вельяминова (не оставившего прямых наследников) в 1805 году его имение при сельце Марфино было выставлено на торги, где его приобрел елецкий помещик, надворный советник Семен Алексеевич Викулин. Имя этого помещика впоследствии было увековечено в дневниках русского поэта В. А. Жуковского, путешествовавшего в 1837 году с наследником престола, будущим императором Александром II по России. Остановившись у Викулина на чай в деревне Извалы Елецкого уезда, Жуковский отметил благополучие крестьян помещика и чистоту их быта.
26 сентября 1811 года Викулин подарил Марфино лебедянскому помещику, коллежскому асессору Григорию Петровичу Данилову. По данным ревизии 1816 года в деревне насчитывалось 10 дворов с 45 жителями мужского пола и 53 - женского. В 1820 году Данилов скончался, не оставив также прямого наследника. Сельцо перешло к его племяннику Михаилу Ивановичу Данилову (1785—1839). В то время Данилов-младший служил в канцелярии главноуправляющего Грузии, при генерале А. П. Ермолове. По возвращении из Грузии он обосновался в селе Борисовка Лебедянского уезда. В Марфино помещик наведывался редко, отчего деревянный дом, построенный Вельяминовыми, пришел в запустение. Данилов совершенно не заботился о благополучии своих людей и крестьян, заставлял работать на своем поле шесть дней в неделю, отчего личные хозяйства крепостных пришли в запустение. Многие пытались бежать от владельца, за что жестоко наказывались помещиком собственноручно. Крепостные крестьяне лишились фамилий. Деревня была переименована в Даниловку. Не об этом ли «помещике-людоеде» сложили легенду жители Марфинки? Противостояние М. И. Данилова и его крепостных вылилось в «Дело об имении Данилова, описанного Липецким земским судом за жестокое обращение с крестьянами». После судебного разбирательства помещика признали умалишённым, а имение передали в Липецкую дворянскую опеку. По описи 1837 года в деревне Марфино проживало 52 души мужского пола и 73 женского, которые трудились на 483 десятинах особо отмежеванной земли. На р. Матыре работала водяная мукомольная мельница о 8 помольных снастях. При мельнице состояло 4 амбара и 3 жилые избы для помольщиков. В имении также произрастало 118 десятин дубового леса.
После смерти Данилова и долгих споров между его родственниками за имение Марфинка перешла во владение к его двоюродной сестре Вере Тимофеевне Кирилловой, а после её смерти в 1845 году — к её сыну Александру Ивановичу. При Кирилловых Марфино утратило статус сельца и навсегда осталось деревней. Усадьба, некогда построенная Вельяминовым, изрядно обветшала и разрушилась. От деревянного дома остался один флигель не пригодный для проживания. Само же Марфино получило новое название по фамилии очередного владельца — Кириллово. Водяная мельница с 1840 года сдавалась Липецкой дворянской опекой по контракту липецкому мещанину П.И. Богданову, затем была отдана А.И. Кириллову. После того, как в феврале 1847 года дворянская опека обнаружила большие растраты во владении Кириллова, сельцо было временно изъято из его опеки и передано в ведение штабс-капитана И.М. Болотова. В 1849 году Кириллов заключил контракт с П.И. Богдановым на 12 лет на аренду Богдановым заливных стариц р. Матыры для рыбоводства.
11 февраля 1854 года часть имения (223 десятины) было отобрано у Кириллова Тамбовской палатой гражданского суда за неуплату положенной доли доходов наследникам М.И Данилова и продано на аукционных торгах козловсковскому мещанину Д.К. Мартынову. 5 марта того же года Мартынов продал эти земли П.И. Богданову. А спустя год Богданов перепродал имение липецкому купцу 3-й гильдии А.Ф. Волченкову. В конце XIX века владение Волченкова приобрели липецкие купцы Сидоровы и преобразовали его в экономию "Лука" (земли располагались в излучине р. Матыры). После революции 1917 года имение Сидоровых было национализировано. В 1921 году коммунисты и комсомольцы села Песковатка во исполнение ленинского кооперативного плана организовали на территории национализированной экономии купца Н.И. Сидорова сельскохозяйственную артель «Энергия». Вскоре они переселились на земли артели и основали одноименную деревню, просуществовавшую до 1970-х гг.
Другая часть имения Марфино оставалась за помещиком Кирилловым до 1870-х годов. Судя по дворовой описи деревни, составленной в марте 1848 года, личные хозяйства крестьян пребывали в достатке. К примеру, во дворе старосты деревни - Луки Романовича Шуваева насчитывалось пять лошадей, пять коров, 15 овец, семь свиней и 25 кур.
По 10-й ревизии 1858 года в деревне Марфино состояло 15 дворов, в которых было 87 жителей мужского пола и 73 женского. После отмены крепостного права Кириллов отпустил на волю лишь одного безземельного крестьянина. Остальные временнообязанные 63 души мужского пола продолжали трудиться на общинной земле - 155 десятин 1200 квадратных саженей "полевых угодий". При этом, согласно Уставной грамоте, марфинцы продолжали платить оброк А.И. Кириллову по 7 р.69 к. с души и отрабатывать барщину, и только в 1869 году решили выкупить свой надел у помещика. 24 августа 1869 года крестьяне Матвей Голованов, Иван Панов, Фёдор и Григорий Горбуновы, Михей Голованов, Семён и Яков Шуваевы, Еремей Голованов, Фёдор Панов, Аким и Евдоким Горбуновы, Ларион Шуваев, Максим Горбунов, Максим, Андрей, Григорий и Фёдор Головановы, во главе со старостой селения - Петром Егоровичем Качабиным провели межевание земли. Надел был распределён на 19 тягол (дворов), по 2,5 десятины на каждую душу мужского пола. По Выкупному договору от 11 января 1870 года, марфинцы получили ссуду от правительства размером 6443 р. 33 к. с дополнительным платежом 1611 р.56 к., рассроченным на 6 лет. Таким образом, ежегодно в течение 49 лет нужно было вносить выкупной платёж - 386 р.60 к.  Рыбная ловля в Матыре оставалась за Кирилловым.
Согласно переписи Липецкого уезда, в 1883 году марфинский надел обрабатывали 24 домохозяев, три двора значились безземельными. Всего в деревне насчитывался 31 двор, где проживало 103 мужчины и 104 женщины. Пять мужчин владели грамотой.  В ведении крестьянской общины состояло 43 рабочих лошади, 28 коров, 243 овцы и 14 свиней. 6 дворов не имели лошадей. Два двора занимались пчеловодством - на них приходилось 8 колод пчёл. В одном дворе был сад с 30 плодовыми деревьями. В деревне действовало две ветряные мельницы. Годовой выкупной платёж жителей по-прежнему составлял 386 р. Кроме того, марфинским крестьянам приходилось платить государственные платежи - 192 р., земское обложение - 32 р., общественные сборы - 48 р. Итого в год на каждого жителя приходилось по 17 р. податей.
Согласно Книге описания г. Липецка и уезда 1889 года, в это время в деревне Марфино проживало 98 мужчин и 130 женщин. Имелась винная лавка.
В Списках населённых мест Липецкого уезда, составленных Липецким уездным полицейским управлением в 1896 году, в Марфино (Даниловке) значатся 30 дворов, со 122 жителями мужского пола и 120 женского.
В описании прихода храма Косьмы и Дамиана села Песковатка, опубликованном в Историко-статистическом описании Тамбовской епархии 1911 года, в деревне Марфино насчитывалось 28 дворов, в которых проживало 95 мужчин и 94 женщины. Однако в Списках населённых пунктов, составленных Липецкой уездной земской управой в том же году, в Марфинке значилось 115 жителей мужского пола и 113 - женского. По данным Адрес-календаря Тамбовской губернии 1914 года население Марфино составляло 124 жителя мужского пола, 136 - женского.
В начальный советский период, по данным Всесоюзной переписи 1926 года, в Марфино насчитывалось 53 единоличных крестьянских хозяйств, в которых трудилось 270 жителей. В 1929 году в деревне было 57 хозяйств и 301 житель соответственно. На базе этих хозяйств в 1930 году был создан колхоз «Раннее утро». Его первым председателем стал Панов Иван Захарович.
В 1950 году в Тамбовской области, как и по всей стране, началось массовое укрупнение коллективных хозяйств. В это время марфинский колхоз "Раннее утро" вошёл в состав единого песковатского колхоза "Родина" как Вторая комплексная бригада.
По данным Песковатского сельского совета Избердеевского района, на 1 января 1958 года в Марфино значилось 35 дворов колхозников и 8 дворов рабочих и служащих. Общая численность населения деревни составляла 174 человека, фактически здесь проживало 163 человека. В начале 1970-х годов марфинцы стали перебираться в крупные сёла и окрестные города, поближе к благам цивилизации. В 1993 году в деревне насчитывалось всего 29 дворов, в которых постоянно проживало 65 человек. По официальным данным Всероссийской переписи населения 2010 года население деревни составляло 43 человека.

### История административного подчинения
С середины XVIII века до 1779 г. территория сельца Марфино относилась к Сокольскому уезду Воронежской губернии, в 1779—1796 гг. находилась в составе Липецкого уезда Тамбовского наместничества, а с 1796 года - в Липецком уезде Тамбовской губернии. В Экономических примечаниях к атласу Липецкого уезда Тамбовской губернии по итогам 7-й ревизии (1816 г.) описано "сельцо Марфино, что прежде было часть села Песковатки коллежского советника Михаила Иванова сына Данилова". "Селением реки Матыры на левой и по обеим сторонам её старого течения, дом господский деревянный, дачею реки Матыры на левой и по обе стороны старого её течения, одного залива, двух озёр безымянных, речки Колыбелка, отвержка безымянного и большой дороги, лежащей из города Усмани в город Козлов". Река Матыра в летнее жаркое время достигала шириною до 40 сажен, глубиною - до сажени. В ней водилась рыба: сомы, лещи, щуки, окуни, язи, голавли, плотва и "пискари". В примечаниях также сообщалось, что "земля - чернозём, частью иловатая, из посевов лучше родится рожь пшеница и греча, а прочие семена и сенные покосы средственны, лес дровяной, дубовый, березовый, осиновый и ольховый. Крестьяне промышляют хлебопашеством. Женщины сверх полевой работы прядут лен, посконь и шерсть, ткут холсты и сукна для себя. Зажитка средственного".
С середины XIX века до 1923 гг. деревня Марфино состояла в Ивановской волости Липецкого уезда, а в 1923 - 1928 гг. - в Шехманской волости Козловского уезда. До 1918 года деревня входила в приход храма св. Космы и Дамиана села Песковатка. С 16 июля 1928 г. до 1959 г. Марфино входило в состав сельского совета 4-й Фоновки Шехманского района Козловского округа Центрально-Чернозёмной области. С 27 сентября 1937 г. до 11 марта 1959 г. - деревня была в ведении Красиловского сельского совета Шехманского района, а затем вошла в состав Крутовского сельского совета Избердеевского (с 1 февраля 1963 г. - Петровского) района Тамбовской области.